# 1111
| Calendário gregoriano                                                        | 1111 MCXI                                              |
| Ab urbe condita                                                              | 1864                                                   |
| Calendário arménio                                                           | 560 – 561                                              |
| Calendário bahá'í                                                            | -733 – -732                                            |
| Calendário budista                                                           | 1655                                                   |
| Calendário chinês                                                            | 3807 – 3808 Início a 10 de fevereiro (aproximadamente) |
| Calendário copta                                                             | 827 – 828                                              |
| Calendário etíope                                                            | 1103 – 1104                                            |
| Calendários hindus - Vikram Samvat - Calendário nacional indiano - Cáli Iuga | 1166 – 1167 1032 – 1033 4211 – 4212                    |
| Calendário Holoceno                                                          | 11111                                                  |
| Calendário islâmico                                                          | 504 – 505                                              |
| Calendário judaico                                                           | 4871 – 4872                                            |
| Calendário persa                                                             | 489 – 490                                              |
| Calendário rúnico                                                            | 1361                                                   |
| Calendário solar tailandês                                                   | 1654                                                   |

1111 (MCXI, na numeração romana) foi um ano comum do século XII do Calendário Juliano, da Era de Cristo, a sua letra dominical foi A (52 semanas), teve início a um domingo e terminou também a um domingo. No território que viria a ser o reino de Portugal estava em vigor a Era de César que já contava 1149 anos.
| Ano completo                    |
| ------------------------------- |
| Ano comum com início ao domingo |

## Eventos
- Conferência de Palência, em que D. Urraca reparte os seus Estados com D. Teresa e D. Henrique.
- D. Henrique, desenganado da boa-fé de D. Urraca, que entretanto fizera as pazes com o rei de Aragão, vai cercar os soberanos em Sahagún, ajudado pelo partido de D. Afonso Raimundes.
- Revolta em Coimbra de moçárabes, liderada por Martim Moniz, contra a autoridade do conde D. Henrique, que aceita as principais reivindicações dos antigos dirigentes moçárabes sublevados concedendo o foral a Coimbra, que foi o primeiro a estabelecer os direitos e as obrigações dos munícipes.
- Tomada de Santarém pelos mouros.
- 17 de setembro: Afonso VII de Leão é coroado rei da Galiza na Catedral de Santiago de Compostela.
- Boemundo II de Antioquia sucede a Boemundo I no Principado de Antioquia.
- Um raro acontecimento matemático, um minuto palíndromo, no dia 11 de Novembro de 1111, às 11:11. Este acontecimento aconteceu também no dia 20 de Fevereiro de 2002, às 20:02 e será repetido pela última vez a nível mundial no dia 21 de dezembro de 2112 às 21:12 horas.

## Nascimentos
- (?) Afonso Henriques, Fundador de Portugal, m. 1185.
- (?) Inês de Áustria, duquesa da Polónia, m. 1157.
- (?) Joscelino de Bohon, m. c. 1184.
- André I, Grão-Príncipe de Vladimir, m. 1174.
- Henrique II, Duque de Limburgo, m. 1167.
- Estêvão da Arménia, m. 1165.

## Mortes
- 3 de março - Boemundo I de Antioquia, príncipe cruzado (n.c.1058).
- Gomez Gonzalez foi Governador de Pancorbo, Espanha e Porta-estandarte real. Nasceu em 1050.
- Gilberto I de Gévaudan n. 1055, Senhor de Millau e de Gevaudan e Conde consorte da Provença.
- 5 de Outubro - Roberto II da Flandres, foi conde da Flandres desde 1093 até à sua morte, n. 1065.